# Melicertus canaliculatus
Melicertus canaliculatus is een tienpotigensoort uit de familie van de Penaeidae. De wetenschappelijke naam van de soort is voor het eerst geldig gepubliceerd in 1811 door Olivier.